# Sergio Amidei
Sergio Amidei, né le 30 octobre 1904 à Trieste (à l'époque en Autriche-Hongrie) et mort le 14 avril 1981 à Rome, est un scénariste italien connu pour ses scénarios des films de Roberto Rossellini.

## Biographie
De 1947 à 1962, Sergio Amidei a été nommé quatre fois à l'Oscar du meilleur scénario : Rome, ville ouverte, Païsa et  Le Général Della Rovere de Roberto Rossellini et pour Sciuscià de Vittorio De Sica.

## Filmographie
- 1935 : Don Bosco
- 1938 : Pietro Micca d'Aldo Vergano
- 1938 : Il conte di Bréchard de Mario Bonnard
- 1938 : Amicizia
- 1938 : Lotte nell'ombra de Domenico Gambino
- 1939 : Traversata nera de Domenico Gambino
- 1939 : La notte delle beffe de Carlo Campogalliani
- 1939 : Cose dell'altro mondo
- 1940 : Arditi civili
- 1940 : Cœurs dans la tourmente (Cuori nella tormenta)
- 1940 : Dopo divorzieremo
- 1941 : El marido provisional
- 1941 : Il prigioniero di Santa Cruz
- 1941 : Il pozzo dei miracoli
- 1941 : L'ultimo ballo
- 1942 : Giungla
- 1942 : La regina di Navarra de Carmine Gallone
- 1942 : Gioco pericoloso
- 1942 : La bisbetica domata
- 1942 : Don César de Bazan  de Riccardo Freda
- 1942 : Gelosia de Ferdinando Maria Poggioli
- 1943 : Sogno d'amore
- 1943 : Il figlio del corsaro rosso
- 1943 : Gli ultimi filibustieri de Marco Elter
- 1943 : Harlem de Carmine Gallone
- 1943 : Tristi amori
- 1943 : T'amerò sempre
- 1943 : Dernier amour (Addio, amore!)
- 1944 : Il cappello da prete
- 1945 : Rome, ville ouverte (Roma, città aperta) de Roberto Rossellini
- 1946 : Sciuscià de Vittorio De Sica
- 1946 : Païsa (Paisà) de Roberto Rossellini
- 1947 : Symphonie humaine (L'altra)
- 1947 : Cronaca nera
- 1947 : Le Baiser fatal (Fatalità)
- 1948 : Les Années difficiles (Anni difficili) de Luigi Zampa
- 1948 : Sous le soleil de Rome (Sotto il sole di Roma) de Renato Castellani
- 1948 : Allemagne année zéro (Germania anno zero) de Roberto Rossellini
- 1950 : Pacte avec le Diable (Patto col diavolo) de Luigi Chiarini
- 1950 : Stromboli de Roberto Rossellini
- 1950 : Dimanche d'août (Domenica d'agosto) de Luciano Emmer
- 1950 : Dans les coulisses (Vita da cani) de Mario Monicelli et Steno
- 1951 : Paris est toujours Paris (Parigi è sempre Parigi), de Luciano Emmer
- 1952 : Les Fiancés de Rome (Le ragazze di piazza di Spagna) de Luciano Emmer
- 1952 : La Machine à tuer les méchants (La macchina ammazzacattivi) de Roberto Rossellini
- 1953 : Anni facili de Luigi Zampa
- 1953 : Les Amants de Villa Borghese (Villa Borghese) de Gianni Franciolini
- 1954 : Una pelliccia di visone de Glauco Pellegrini
- 1954 : L'Amour au collège (Terza liceo) de Luciano Emmer
- 1954 : Picasso
- 1954 : Guerra e pace
- 1954 : Destinées
- 1954 : La Chronique des pauvres amants (Cronache di poveri amanti)
- 1954 : Secrets d'alcôve
- 1954 : La peur (Angst)
- 1955 : Ces demoiselles du téléphone (Le signorine dello 04)
- 1955 : Cette folle jeunesse (Racconti romani)
- 1956 : Peccato di castità
- 1956 : Una pelliccia di visone de Glauco Pellegrini
- 1956 : Le Bigame (Il bigamo)
- 1957 : Le Moment le plus beau (Il momento più bello)
- 1958 : Femmes d'un été (Racconti d'estate)
- 1959 : Le Général Della Rovere (Il generale Della Rovere) de Roberto Rossellini
- 1960 : Les Évadés de la nuit (Era notte a Roma)
- 1961 : Les Joyeux Fantômes (Fantasmi a Roma)
- 1961 : Viva l'Italia
- 1962 : Un dimanche d'été (Una domenica d'estate)
- 1962 : Les Années rugissantes (Gli anni ruggenti)
- 1962 : Copacabana Palace
- 1963 : Le Procès de Vérone (Il processo di Verona)
- 1964 : Le Coq du village (Liolà)
- 1964 : La Vie aigre (La vita agra)
- 1964 : La Fugue (La fuga)
- 1966 : L'estate
- 1966 : Fumo di Londra
- 1967 : Le Commissaire Maigret à Pigalle
- 1967 : Scusi, lei è favorevole o contrario?
- 1967 : Cinq Gars pour Singapour
- 1968 : Le Gynéco de la mutuelle (Il medico della mutua) de Luigi Zampa
- 1968 : Colpo di sole
- 1969 : Il prof. dott. Guido Tersilli primario della clinica Villa Celeste convenzionata con le mutue
- 1970 : Il presidente del Borgorosso Football Club
- 1971 : Détenu en attente de jugement (Detenuto in attesa di giudizio)
- 1972 : La Plus Belle Soirée de ma vie (La più bella serata della mia vita)
- 1973 : Anastasia mio fratello ovvero il presunto capo dell'Anonima Assassini
- 1977 : Black Journal (Gran bollito) de Mauro Bolognini
- 1977 : Un bourgeois tout petit petit (Un borghese piccolo piccolo) de Mario Monicelli
- 1978 : Le Témoin de Jean-Pierre Mocky
- 1981 : Conte de la folie ordinaire (Storie di ordinaria follia) de Marco Ferreri
- 1982 : La Nuit de Varennes d'Ettore Scola